# Коммунарское сельское поселение
Коммунарское сельское поселение — муниципальное образование в Октябрьском районе Ростовской области.
Административный центр поселения — посёлок Новосветловский.

## Административное устройство
В состав Коммунарского сельского поселения входят:
- посёлок Новосветловский,
- посёлок Верхнегрушевский,
- посёлок Заречный,
- хутор Заречный,
- посёлок Заозерье,
- хутор Коммуна,
- посёлок Красногорняцкий,
- посёлок Малая Сопка,
- хутор Привольный,
- посёлок Староковыльный.

## Население
| 2010  | 2012  | 2013  | 2014  | 2015  | 2016  | 2017  |
| ----- | ----- | ----- | ----- | ----- | ----- | ----- |
| 5908  | ↘5873 | ↘5863 | ↘5765 | ↘5753 | ↘5725 | ↘5692 |
| 2018  | 2019  | 2020  | 2021  |       |       |       |
| ↘5644 | ↘5595 | ↘5560 | ↘5520 |       |       |       |